# Dupont Circle
Dupont Circle é uma rotatória, um parque, um bairro e bairro histórico no noroeste de Washington, D.C.. A rotatória está localizada na intersecção da Avenida Massachusetts NW, Avenida Connecticut NW, Avenida New Hampshire NW, P Street NW e 19th Street NW. O bairro Dupont Circle é delimitado aproximadamente pela 15th Street NW a leste, 22nd Street NW a oeste, M Street NW ao sul, e Avenida Flórida NW ao norte. O governo local da Comissão Administrativa do Bairro (ANC 2B) e o Bairro Histórico de Dupont Circle possuem limites um pouco diferentes.

## História

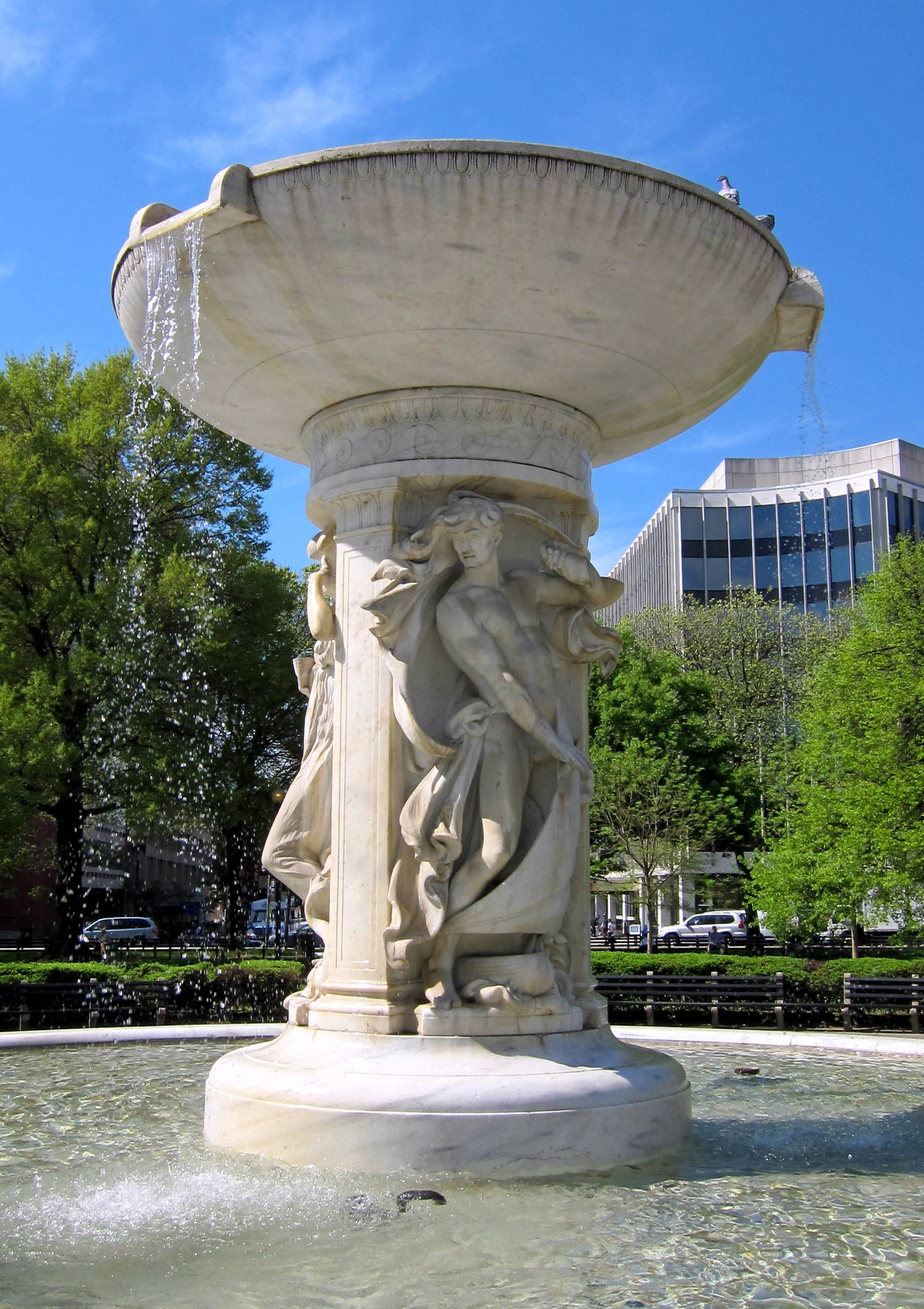
Fonte em Dupont Circle.

Dupont Circle está localizada na "Cidade Velha" de Washington, D.C. — área planejada pelo arquiteto Pierre Charles L'Enfant — mas manteve-se muito pouco desenvolvida até depois da Guerra Civil Americana, quando houve um grande afluxo de novos moradores. A área que hoje constitui Dupont Circle foi lar de uma olaria e de um abatedouro. Existiu um riacho, Slash Run, que corria a partir da 16th Street, perto de Adams Morgan, através de Kalorama e dentro de um quarteirão em Dupont Circle, mas o riacho já foi fechado em uma linha de esgoto. Melhorias feitas na década de 1870 por uma comissão de obras públicas, dirigida por Alexander "Boss" Shepherd transformou a área em um elegante bairro residencial.
Em 1871, o Corpo de Engenheiros do Exército começou a construção da rotatória, então chamada Pacific Circle, conforme especificado no plano de L'Enfant. Em 25 de fevereiro de 1882, o Congresso renomeou a rotatória para "Dupont Circle" e autorizou a construção de uma estátua em homenagem a Samuel Francis Du Pont, em reconhecimento pelo seu serviço como um contra-almirante, durante a Guerra Civil. A estátua, esculpida por Launt Thompson, foi erguida em 1884, e a rotatória foi ornamentada com flores exóticas e árvores ornamentais. Em 1921, a atual fonte de duas camadas de mármore branco substituiu a estátua, a qual foi transferida para Rockford Park em Wilmington, Delaware. Daniel Chester French e o arquiteto Henry Bacon, co-criadores do Lincoln Memorial, projetaram a fonte, que apresenta em seu eixo esculturas de três figuras clássicas simbolizando o mar, as estrelas e o vento.

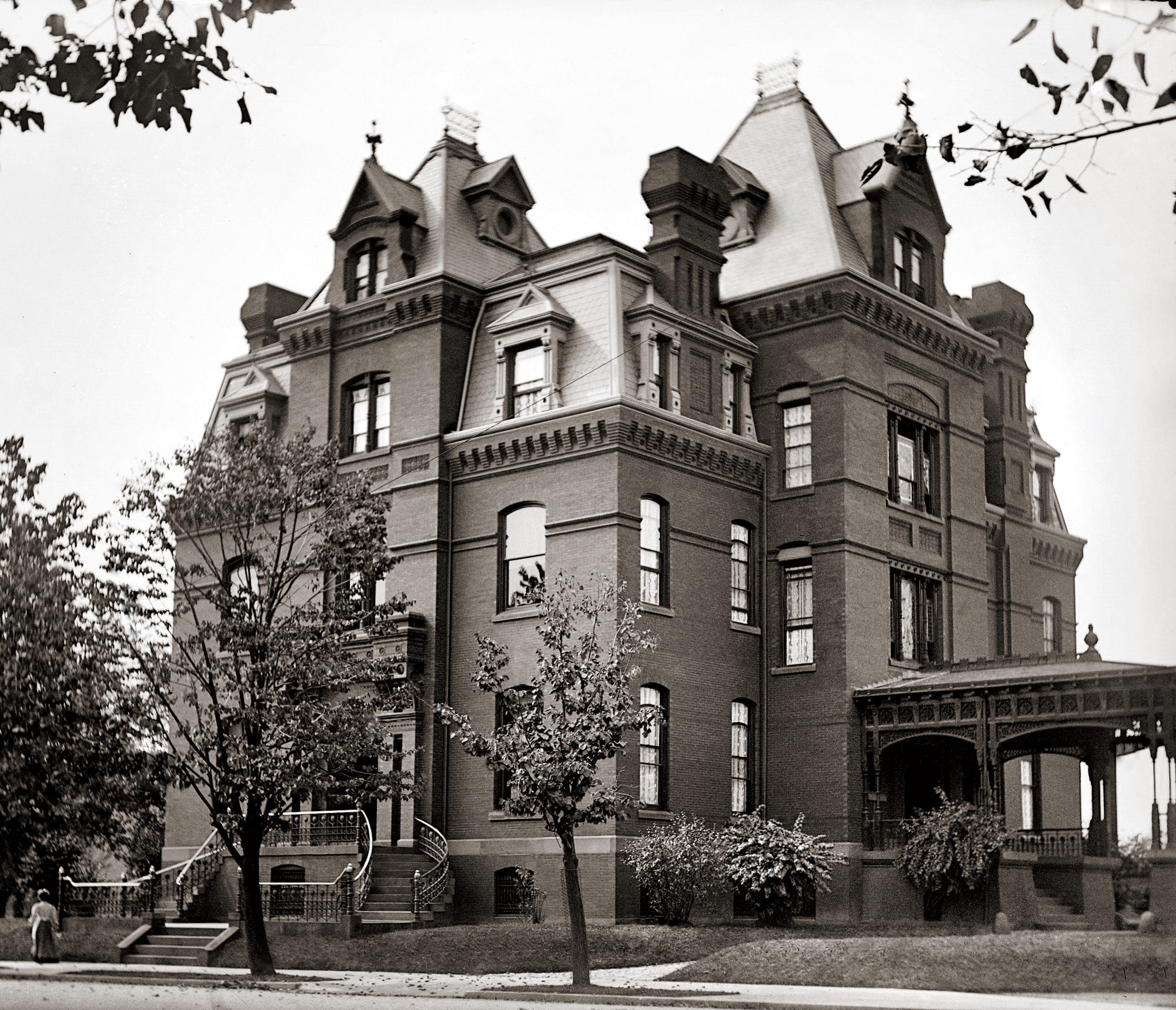
Residência do Senador James G. Blaine em 1900. Sua casa foi uma das primeiras mansões construídas ao redor de Dupont Circle, e é uma das duas que ainda existem.

Entre 1870 e 1880, mansões foram construídas ao longo da Avenida Massachusetts, uma das grandes avenidas de Washington, D.C., e moradias foram construídas em todo o bairro. Em 1872, os britânicos construíram uma nova embaixada na Avenida Connecticut com a N Street NW. Na década de 1920, a Avenida Connecticut passou a ser mais de caráter comercial, com inúmeras lojas. Algumas residências, inclusive a mansão do Senador Philetus Sawyer entre as ruas Connecticut e R Street, foram demolidas para dar lugar a prédios de escritórios e lojas. Em 1933, o National Park Service assumiu a administração do bairro e disponibilizou caixas de areia para crianças, mas estas foram removidos alguns anos mais tarde.
A Avenida Connecticut foi ampliada no final de 1920, aumentando o tráfego, o que causou um grande congestionamento no bairro, tornando difícil a locomoção dos pedestres. Canteiros centrais foram instalados na rotatória, em 1948, para separar o tráfego da Avenida Massachusetts do tráfego local; sinais de trânsito também foram instalados. Em 1949, túneis de tráfego e uma estação de bonde foram construídos sob a rotatória como parte do extinto projeto Capital Transit. Os túneis permitiram que bondes e veículos que viajam ao longo da Avenida Connecticut passassem mais rapidamente pela rotatória. Quando o serviço de bondes terminou em 1962, as entradas da estação estavam empedradas e asfaltadas em excesso, deixando apenas o tráfego do túnel. Em 1995, Geary Simon reformou a estação de bonde para ser uma praça de alimentação chamada "Dupont Down Under"; o projeto fracassou e foi encerrado um ano depois.

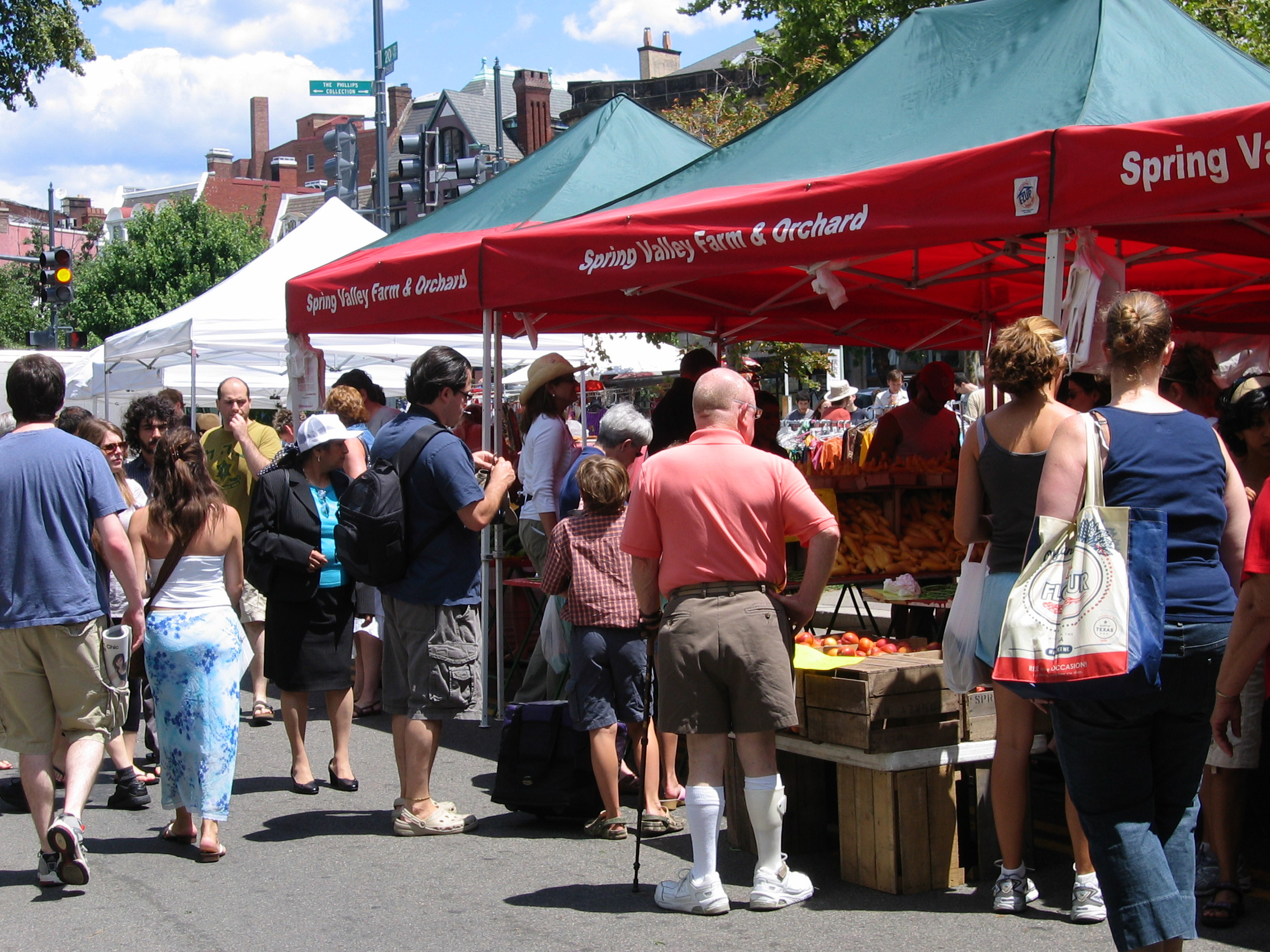
Mercado de agricultores ocorre durante todo o ano, no domingo de manhã.

O bairro começou a declinar após a Segunda Guerra Mundial e os motins de 1968, mas começou a desfrutar de um ressurgimento na década de 1970, impulsionado por pioneiros urbanos que procuravam um estilo de vida alternativo. O bairro teve um ar boêmio e tornou-se uma área popular entre a comunidade gay e lésbica. Junto com o Castro em São Francisco, Hillcrest em San Diego, Greenwich Village em Nova Iorque, Boystown em Chicago, Oak Lawn em Dallas, Montrose em Houston e West Hollywood em Los Angeles, Dupont Circle é considerado um local histórico para o desenvolvimento da identidade gay americana. A primeira livraria gay de D.C., Lambda Rising, inaugurada em 1974, ganhou notoriedade nacional. Em 1975, a loja fez o primeiro comercial televisivo gay do mundo. A gentrificação foi acelerada entre 1980 e 1990, tornando atualmente a área um local mais tradicional e moderno, com cafés, restaurantes, bares e lojas de varejo de luxo. Desde 1997, um mercado de agricultores tem operado em Dupont Circle.
Em 2007, circularam planos para transformar a área subterrânea desativada em clubes para adultos, possivelmente para substituir vários bares gays que foram expulsos pela construção do estádio de beisebol Nationals Park. No entanto, a oposição de grande parte da comunidade paralisou mais ainda o planejamento e o espaço permanece inutilizado. A estação de metrô Dupont Circle é completamente separada da estação de bonde subterrânea abandonada; os trens da Metrorail operam cerca de 61 m de profundidade, muito mais profundo que os bondes originais.

## Arquitetura

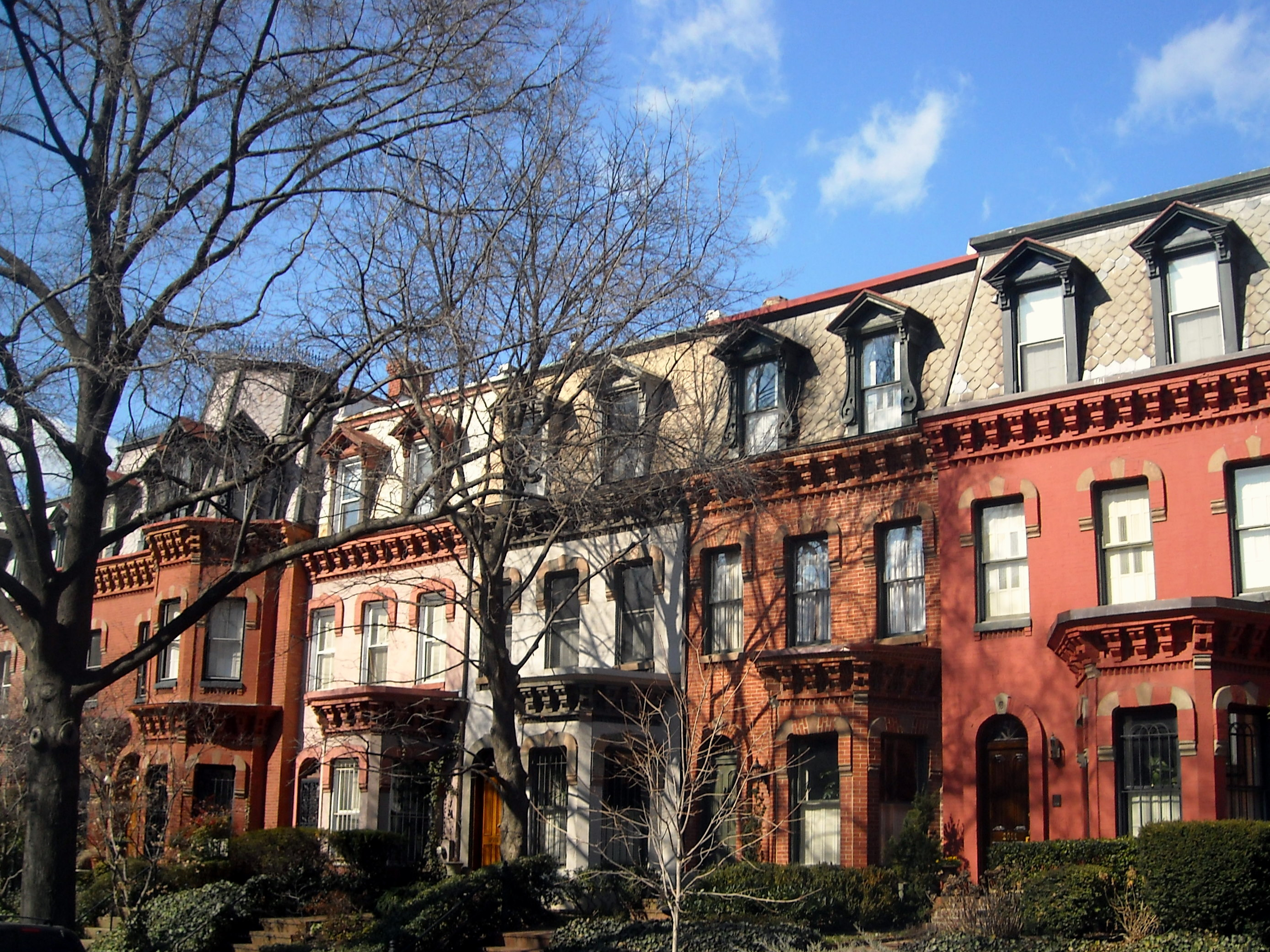
Casas localizadas no quarteirão 2000 da N Street, NW, são consideradas alguns dos melhores exemplos de arquitetura Second Empire da cidade.

Casas geminadas, principalmente aquelas construídas antes de 1900, caracterizam variações do estilo renascentista de Queen Anne e do revivalismo românico. Mansões suntuosas e grandes casas autônomas alinhadas nas amplas e arborizadas avenidas diagonais que cruzam a rotatória são excepcionais. Muitas destas habitações de maiores portes foram construídas no estilo popular entre 1895 e 1910.
Uma das grandes residências é a Casa de Patterson, uma construção de mármore e terracota na Dupont Circle 15 (atualmente o Clube Washington). Esta mansão italiana, a única sobrevivente de muitas mansões que no passado rodeava a rotatória, foi construída em 1901 pelo arquiteto de Nova Iorque Stanford White para Robert Patterson, editor do Chicago Tribune, e sua esposa Nellie, herdeira da fortuna do Chicago Tribune. Após a incapacitação da Sra. Patterson no início de 1920, a casa passou para as mãos de sua filha, Cissy Patterson, que fez dela um ponto central para a vida social de Washington, D.C. A casa serviu de instalação temporária para o Presidente Calvin Coolidge e a primeira-dama em 1927, enquanto a Casa Branca passava por uma reforma. Os Coolidges acholheram Charles Lindbergh como um hóspede após o seu histórico vôo transatlântico. Lindbergh fez várias aparições em público na casa, acenando às multidões a partir da varanda do segundo andar, e tornou-se amigo da Família Patterson, com quem veio compartilhar pontos de vista isolacionista e pró-alemão. Cissy Patterson adquiriu mais tarde o Washington Times-Herald (vendido ao The Washington Post em 1954) e declarou guerra jornalística a Franklin D. Roosevelt a partir da Dupont Circle 15, ao longo de toda a Segunda Guerra Mundial para empurrar suas políticas, que repercutiram no New York Daily News, dirigido por seu irmão Joseph Medill Patterson, e no Chicago Tribune, dirigido por seu primo, o Coronel Robert R. McCormick.

### Strivers' Section

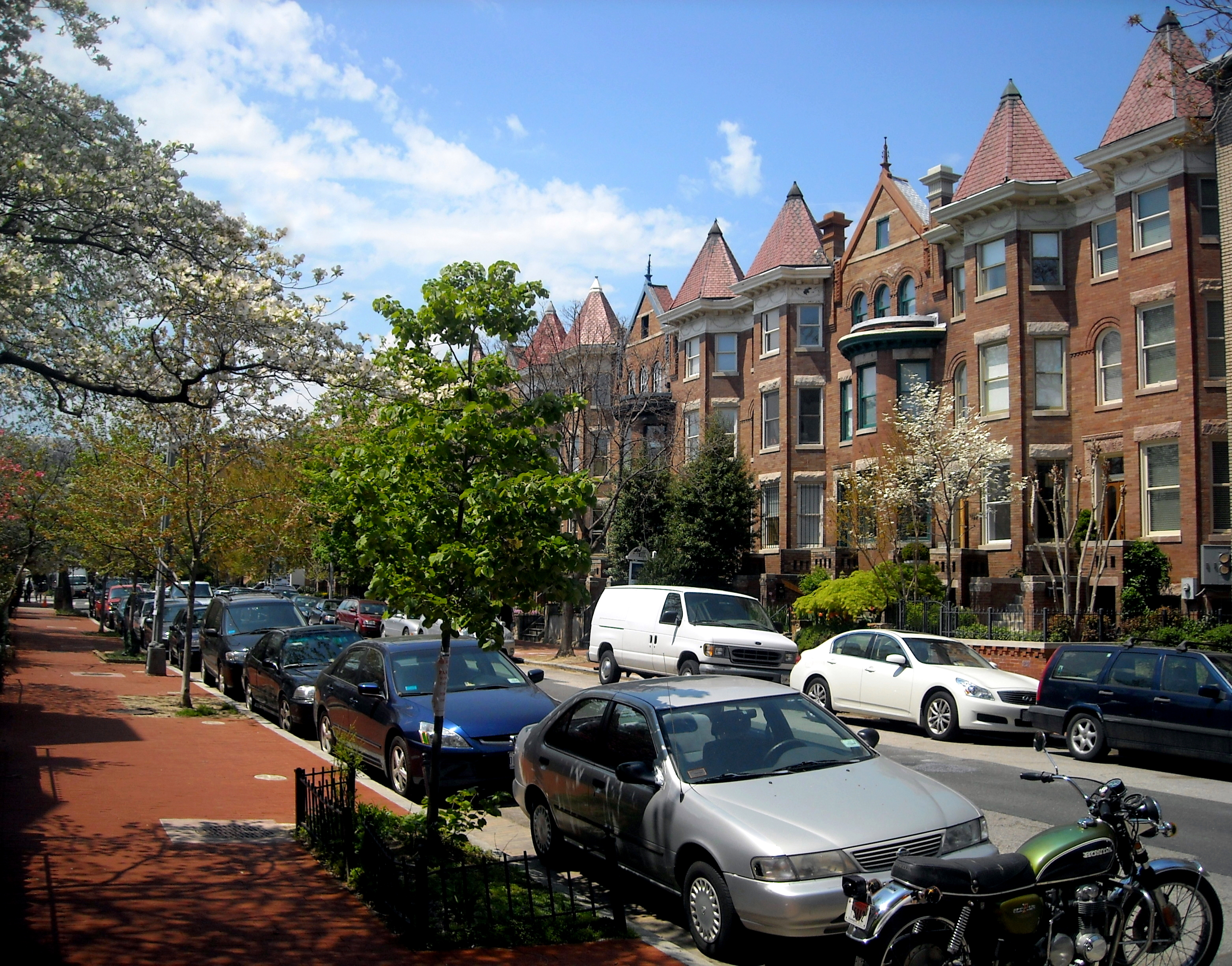
Quarteirão 1700 da T Street, NW, na Strivers' Section.

A área atual de Dupont Circle inclui a Strivers' Section, uma pequena área residencial a oeste da 16th Street, aproximadamente entre a Swann Street e a Avenida Flórida. A Strivers' Section era um enclave de afro-americanos de classe média alta — muitas vezes líderes de comunidade — no final do século XIX e início do século XX. A área inclui uma fileira de casas na 17th Street de propriedade de Frederick Douglass e ocupada por seu filho. Leva o nome de um escritor da virada do século, que descreveu o distrito como "a seção Striver, uma comunidade de aristocracia Negra".
A área, que já foi considerada uma sobreposição dos bairros Dupont Circle e Shaw, é hoje um bairro histórico. Muitos de seus prédios são residências originais da era Eduardiana, juntamente com vários apartamentos e edifícios de condomínio e algumas empresas de pequeno porte.

## Pontos de interesse

### Rotatória
O bairro é centrado em torno da rotatória, que está dividida entre dois caminhos anti-horário. A estrada externa serve à todas as ruas que se cruzam, enquanto o acesso à estrada interna é limitada ao tráfego de passagem na Avenida Massachusetts. A Avenida Connecticut passa debaixo da rotatória através de um túnel; veículos nesta avenida podem acessar a rotatória através de estradas de serviço que bifurcam na Connecticut perto da N Street e R Street.
O parque localizado dentro da rotatória é mantido pelo Serviço Nacional de Parques. A fonte central oferece assento, além de longos bancos em torno da área central que foram instalados em 1964. O parque é um ponto de encontro para aqueles que desejam jogar xadrez em tabuleiros fixos de pedra. Tom Murphy, um jogador campeão de xadrez desabrigado, é um residente no bairro. O parque também tem sido local de comícios políticos, tais como aqueles que apóiam os direitos dos homossexuais e os protestos contra a invasão do Iraque em 2003, o Banco Mundial e o Fundo Monetário Internacional.

### Embaixadas
O bairro Dupont Circle, que é listado no Registro Nacional de Lugares Históricos, é lar de numerosas embaixadas, muitas das quais estão localizadas em residências históricas. A Thomas T. Gaff House serve como residência do embaixador da Colômbia, e a Walsh-McLean House abriga a embaixada da Indonésia. Localizada a leste de Dupont Circle, na Avenida Massachusetts, está a Clarence Moore House, agora conhecida como a Embaixada do Uzbequistão, e a Emily J. Wilkins House, que antigamente abrigava a embaixada australiana e agora está ocupada pela Chancelaria peruana. O Iraque opera um escritório de serviços consulares na William J. Boardman House na P Street.

### Instituições
Além de suas estruturas residenciais, composta principalmente de apartamentos e condomínios de alto preço, Dupont Circle é o lar de alguns dos mais prestigiados think tanks e instituições de pesquisa da nação, incluindo o Instituto Brookings, o Carnegie Endowment for International Peace, O Centro da Eurasia, e o Instituto Peterson. O renomado Paul H. Nitze School of Advanced International Studies da Universidade Johns Hopkins está localizado a menos de dois quarteirões da rotatória. Dupont Circle é também a casa do Fundador original da Igreja da Cientologia, a primeira igreja estabelecida pelo fundador da religião, L. Ron Hubbard. Além disso, a sede nacional do Jewish War Veterans of the United States of America, a mais antiga organização de veteranos do país, o National Museum of American Jewish Military History, e Washington, D.C. Jewish Community Center também estão localizados em Dupont Circle.

### Outros pontos turísticos
Outros pontos de interesse, muitos dos quais estão listados no Registro Nacional de Lugares Históricos, incluem o Templo Internacional, Estação de Serviço da Embaixada do Golfo, Christian Heurich Mansion, também conhecido como Castelo Brewmaster, e a Coleção Phillips, o primeiro museu de arte moderna do país. A Richard H. Townsend House localizada na Avenida Massachusetts abriga agora o Clube Cosmos. A Ponte Dumbarton, também conhecida como Ponte Buffalo, foi construída em 1883. Ela conduz a Q Street até Rock Creek Park e Georgetown.

## Transporte

### Metrô de Washington
Dupont Circle é servido pela Linha Vermelha do Metrô de Washington na estação de metrô Dupont Circle. Existem duas entradas: ao norte da rotatória na Q Street NW e ao sul na 19th Street NW.

## Eventos anuais do bairro

### Capital Pride
Capital Pride é um festival anual do orgulho gay realizado todo mês de junho em Washington, D.C. O desfile do Capital Pride ocorre no sábado durante o festival e percorre as ruas do bairro.

### High Heel Race
O Dupont Circle High Heel Race (em português, Corrida do Salto Alto de Dupont Circle), realizado pela primeira vez em 1985, acontece anualmente na terça-feira antes do Halloween (31 de outubro). Durante várias horas antes das 21hs, espectadores e participantes começam as festividades e mais de 100 drag queens passeiam para cima e para baixo na 17th Street. Muitas vezes esse evento é referenciado como "The Runway". A corrida em si, que dura cerca de um minuto, começa às 21hs. O "percurso" se estende ao norte desde a 17th Street com P Street, NW, até Riggs Place, a uma distância de cerca de dois quarteirões pequenos.
O evento é patrocinado pelo chapter Alpha (Washington, D.C.) da fraternidade Delta Lambda Phi e pelo JR's DC Bar and Grill. O mestre de cerimônia da corrida de 2009 foi o prefeito em exercício Adrian Fenty.